# Agrostis nardifolia
Agrostis nardifolia é uma espécie de gramínea do gênero Agrostis, pertencente à família Poaceae.